# Cyfry
Cyfry es un álbum de estudio del periodista, autor y compositor polaco Wojciech Płocharski, grabado en 1993 en el dúo Przyjaciele (con J. Grudziński), publicado en 1994, reeditado en 2007 y  en el comercio electrónico internacional - 2012.
El proyecto también tiene una versión televisiva (Telewizja Polska, 1994).

## Listado de canciones
1. Na podeście na estradzie – 3:02
2. Stacja – 2:50
3. Wieczorem – 3:18
4. Zapach egzotyczny – 3:16
5. Orka – 3:28
6. Fotografie – 4:37
7. Myszołów – 5:28
8. Zaproszenie do podróży – 4:20
9. Larry – 3:40
10. Okna na podwórze – 3:07
11. Sowizdrzał – 2:35

## Músicos
- Wojciech Płocharski –  voz, teclados
- Janusz Grudziński –  teclados